# ブロリコ
ブロリコとは、ブロッコリーに含まれる植物由来の自然成分のこと。

## 歴史
イマジン・グローバル・ケア株式会社、東京大学、ゲノム創薬研究所が共同で研究を進め、5年間の研究の末にブロッコリーからブロリコを抽出することに成功。2011年にブロリコの名称をそのまま名付けたサプリメントを開発・販売を開始。2014年にはブロリコの世界展開が「第88回かわさき起業家オーディション」でかわさき起業家特別賞に選ばれた。2017年には韓国でも製品の販売を開始し、一時はその製品「ブロリコ ペット」の価格差に注目した日本の消費者による韓国版購入が殺到する事態となった。一方2017年に日本ではブロリコの広告が優良誤認にあたるとして、埼玉消費者被害をなくす会から広告を修正するよう申し入れを受け、後にイマジン・グローバル・ケアは広告に誤認を与える表示があったとしてお詫びの社告を新聞に出している。2019年11月1日、ブロリコが消費者庁から、「免疫力を高める」との表示は証拠がなく、景品表示法違反でにイマジングローバルブロリコが消費者庁から、表示改善措置命令を受けるに至った。これを受けて今後、免疫力を信じて利用者がどう出るのか注目される。

## 研究
カイコを使った特殊技術で、ブロリコの健康への影響を研究しており、その結果様々な物質の健康への影響を測定する方法を確立した。この技術は東京大学とイマジン・グローバル・ケア株式会社の共同出願で特許を取得している。

## 抽出技術
ブロッコリーからブロリコを抽出するには、良質の水とブロッコリーの鮮度が重要とされている。
東京大学、ゲノム創薬研究所、イマジン・グローバル・ケア株式会社が共同でこの抽出技術の特許を出願している。